# Tiszanagyfalu
Tiszanagyfalu è un comune dell'Ungheria di 1 981 abitanti (dati 2001). È situato nella contea di Szabolcs-Szatmár-Bereg.